# Wilstead
Wilstead es una localidad situada en la autoridad unitaria de Bedford, en el condado de Bedfordshire, Inglaterra (Reino Unido), con una población estimada a mediados de 2016 de 2206 habitantes.
Se encuentra ubicada al oeste de la región Este de Inglaterra, cerca de la frontera con las regiones de Sudeste de Inglaterra y Midlands del Este.